# Powiat de Myślenice
Le powiat de Myślenice (en polonais, powiat myślenicki) est un powiat appartenant à la voïvodie de Petite-Pologne dans le sud de la Pologne.

## Division administrative
Le powiat de Myślenice comprend 9 communes.
- 3 communes urbaines-rurales : Dobczyce, Myślenice et Sułkowice ;
- 6 communes rurales : Lubień, Pcim, Raciechowice, Siepraw, Tokarnia et Wiśniowa.